# Velleia trinervis
Velleia trinervis är en tvåhjärtbladig växtart som beskrevs av Jacques-Julien Houtou de La Billardière. Velleia trinervis ingår i släktet Velleia och familjen Goodeniaceae. Inga underarter finns listade i Catalogue of Life.